# Ramon Torelló i Borràs
Ramon Torelló i Borràs   (Sant Sadurní d'Anoia, 24 de febrer de 1844 - Barcelona, 7 de març de 1897) va ser un pedagog i tècnic tèxtil català.

## Biografia
La seva vocació s'orientà inicialment cap a la pedagogia. Durant dos anys estudià filosofia i retòrica al seminari conciliar de Barcelona, per passar posteriorment a l'Escola Normal. L'any 1865 guanyà la plaça de mestre de Sallent i, fruit de la seva experiència com a ensenyant, publicà diverses obres de caràcter pedagògic.
El 1873 entrà a l'empresa tèxtil Sert Germans i Solà i acabaria esdevenint membre del col·legi de l'Art Major de la Seda. Lluità pel proteccionisme tèxtil seguint la doctrina de Friedrich List i Henry Carey, redactà la part econòmica del Memorial de Greuges (1885) i col·laborà en diversos informes aranzelaris amb experts com Ferrer i Vidal, F.J.Orellana i Salvador Albacete. Publicà articles als periòdics El Trabajo Nacional i Crónica de Cataluña (de Barcelona) i La Mañana (de Madrid). Va ser membre del Foment de la Producció Nacional, del successor d'aquest, el Foment del Treball Nacional, a partir del 1884 de la Societat Econòmica Barcelonesa d'Amics del País i del partit conservador de Cánovas del Castillo.

## Obres
- Método práctico racional para la enseñanza de la aritmética, por Varios Maestros de la Enseñanza Barcelona: Imp. de Celestino Verdaguer, 1869
- Método práctico racional para que los niños que frecuentan las escuelas de Cataluña puedan aprender sin grande esfuerzo el idioma castellano Barcelona: Imp. de Celestino Verdaguer, 1870
- Necrología de D. Claudio Arañó y Arañó, leída en la sesión pública que el Instituto de Fomento del Trabajo Nacional dedicó a honrar su memoria  Barcelona: Tip. de N. Ramírez, 1888